# آیون (کالیفرنیا)
آیون (به انگلیسی: Ione) شهری در شهرستان آمادور ایالت کالیفرنیا است که در سرشماری سال ۲۰۱۰ میلادی، ۷۹۱۸ نفر جمعیت داشته است.